# Південний Парк (сезон 5)
П'ятий сезон американського анімаційного телесеріалу «Південний Парк» вперше транслювався в США на телеканалі Comedy Central з 20 червня по 12 грудня 2001 року. Сезон завершився після 14 епізодів. Саме тривалість в 14 епізодів стане стандартом для наступних років серіалу, починаючи з восьмого сезону до шістнадцятого сезону.
У 2007 році Паркер назвав п'ятий сезон «той, де лайно починає ставати гарним», а Стоун сказав, що «п'ятий сезон — найкращий».
У передостанньому епізоді сезону «Смерть Кенні» розповідається про смерть Кенні «назавжди» від смертельної хвороби. До цього епізоду Кенні помирав у (майже) кожному епізоді. За словами Метта Стоуна та Трея Паркера, у них закінчувалися ідеї творчих способів убити Кенні, і вони взагалі втомилися від його персонажа, не бачачи сенсу цього персонажу в мультсеріалі.
Сезон 6 зосереджений на тому, як інші хлопці справляються зі смертю Кенні та намагаються знайти заміну (спочатку Батерс, потім Твік). Через обурення шанувальників його зрештою знову включили в серіал наприкінці фіналу 6 сезону.

## Акторський склад

### Основний склад
- Трей Паркер — Стен Марш / Ерік Картмен / Ренді Марш / містер Гарісон / Клайд Донован / містер Хенкі / Містер Мекі / Стівен Стотч / Джиммі Волмер / Тіммі Барч / Філліп
- Метт Стоун — Кайл Брофловські / Кенні Маккормік / Батерс Стотч / Джеральд Брофловські / Стюарт Маккормік / Крейг Такер / Джимбо Керн / Терренс / Ісус / Піп Піріп
- Еліза Шнайдер — Ліен Картмен / Шеллі Марш / Шерон Марш / мер Мекденіелс / місіс Маккормік / Венді Тестабургер / директорка Вікторія / міс Крабтрі
- Мона Маршалл — Шейла Брофловські / Лінда Стотч
- Айзек Гейз — Шеф

### Запрошені зірки
- Том Йорк, Джонні Ґрінвуд, Колін Ґрінвуд, Ед О'Браєн і Філ Селвей у ролі самих себе[3]

## Епізоди
| № загальний | № в сезоні | Назва                                                                       | Режисер     | Автор сценарію | Дата прем'єри     | Виробничий код |
| --- | ---------- | --------------------------------------------------------------------------- | ----------- | -------------- | ----------------- | -------------- |
| 66 | 1          | «Байдужих не залишається» «It Hits the Fan»                                 | Трей Паркер | Трей Паркер    | 20 червня 2001    | 502            |
| Друзі разом із Шефом повинні припинити поширення слова «лайно», оскільки, якщо постійно публічно його вимовляти, люди з невідомої причини хворіють і вмирають.                                                                                |            |                                                                             |             |                |                   |                |
| 67 | 2          | «Битва калік» «Cripple Fight»                                               | Трей Паркер | Трей Паркер    | 27 червня 2001    | 503            |
| Великий Ел-гомосек стає вожатим у скаутів. Тіммі ревнує друзів до іншого фізично неповноцінного — Джиммі і б'ється з ним. |            |                                                                             |             |                |                   |                |
| 68 | 3          | «Найкращі супердрузі» «Super Best Friends»                                  | Трей Паркер | Трей Паркер    | 4 липня 2001      | 504            |
| У Південному парку розпочинає діяти небезпечний культ. Стен, Ісус та його товариші — команда супергероїв повинні врятувати прихильників секти.                                                                                                |            |                                                                             |             |                |                   |                |
| 69 | 4          | «Скот Тенорман мусить померти» «Scott Tenorman Must Die»                    | Ерік Стоф   | Трей Паркер    | 11 липня 2001     | 501            |
| Старшокласник Скотт Тенорман виставляє Еріка Картмена на посміховисько, продавши йому своє лобкове волосся. Той вирішує жорстоко помститися.                                                                                                  |            |                                                                             |             |                |                   |                |
| 70 | 5          | «Теренс і Філіп: темний бік успіху» «Terrance and Phillip: Behind the Blow» | Трей Паркер | Трей Паркер    | 18 липня 2001     | 505            |
| Друзі намагаються помирити Теренса та Філіпа, щоб ті могли виступити на фестивалі Дня Землі у Південному парку. |            |                                                                             |             |                |                   |                |
| 71 | 6          | «Картмандія» «Cartmanland»                                                  | Трей Паркер | Трей Паркер    | 25 липня 2001     | 506            |
| У Кайла — смертельно небезпечний геморой. Він починає втрачати віру в Бога, коли Картмен отримує спадщину в мільйон доларів та купує власний парк атракціонів.                                                                                |            |                                                                             |             |                |                   |                |
| 72 | 7          | «Правильне застосування презервативів» «Proper Condom Use»                  | Трей Паркер | Трей Паркер    | 1 серпня 2001     | 507            |
| Школа змушена викладати статеве виховання у молодших класах після того, як хлопчики почали «доїти» собак. Але діти неправильно розуміють нову інформацію.                                                                                     |            |                                                                             |             |                |                   |                |
| 73 | 8          | «Рушничок» «Towelie»                                                        | Трей Паркер | Трей Паркер    | 8 серпня 2001     | 508            |
| Для того, щоб повернути свою ігрову приставку, друзям треба вирішити проблему з живим рушником, за яким полюють військові та вчені. |            |                                                                             |             |                |                   |                |
| 74 | 9          | «Усама бен Ладен обпердів штани» «Osama bin Laden Has Farty Pants»          | Трей Паркер | Трей Паркер    | 7 листопада 2001  | 509            |
| Місто охоплює масова паніка через тероризм. Стену надсилають цапа з Афганістану, і той вирішує повернути його додому. |            |                                                                             |             |                |                   |                |
| 75 | 10         | «Як їсти за допомогою задниці» «How to Eat with Your Butt»                  | Трей Паркер | Трей Паркер    | 14 листопада 2001 | 510            |
| Картмен публікує своєрідну фотографію Кенні на пакетах із молоком. Сім'я з іншого штату, яка страждає на рідкісну хворобу, приймає Кенні за свого зниклого сина.                                                                              |            |                                                                             |             |                |                   |                |
| 76 | 11         | «Реальність» «The Entity»                                                   | Трей Паркер | Трей Паркер    | 21 листопада 2001 | 511            |
| До Південного парку приїжджає двоюрідний брат Кайла, якого теж звати Кайл. Містера Гарісона дістають авіакомпанії, і він вирішує винайти власний вид транспорту.                                                                              |            |                                                                             |             |                |                   |                |
| 77 | 12         | «Сюди йде сусідство» «Here Comes the Neighborhood»                          | Эрик Стоф   | Трей Паркер    | 28 листопада 2001 | 512            |
| Токена всі дражнять, бо він багатий. Тоді він запрошує багаті сім'ї до Південного парку, причому всі вони виявляються чорними. |            |                                                                             |             |                |                   |                |
| 78 | 13         | «Смерть Кенні» «Kenny Dies»                                                 | Трей Паркер | Трей Паркер    | 5 грудня 2001     | 513            |
| Кенні ось-ось помре від рідкісної м'язової хвороби. Картмен під приводом порятунку Кенні домагається від Конгресу США легалізації стовбурових клітин, проте замість допомоги другові, він будує за допомогою стовбурових клітин собі піцерію. |            |                                                                             |             |                |                   |                |
| 79 | 14         | «Дуже власний епізод Баттерса» «Butters’ Very Own Episode»                  | Ерік Стоф   | Трей Паркер    | 12 грудня 2001    | 514            |
| Сім'я Батерса руйнується напередодні річниці, але він сам не розуміє, що відбувається. Лінда Стотч намагається вбити свого сина, а потім і себе, але у результаті все закінчується добре.                                                     |            |                                                                             |             |                |                   |                |